# Enrico Gamba
Enrico Gamba (Torino, 3 gennaio 1831 – Torino, 19 ottobre 1883) è stato un pittore italiano.

## Biografia

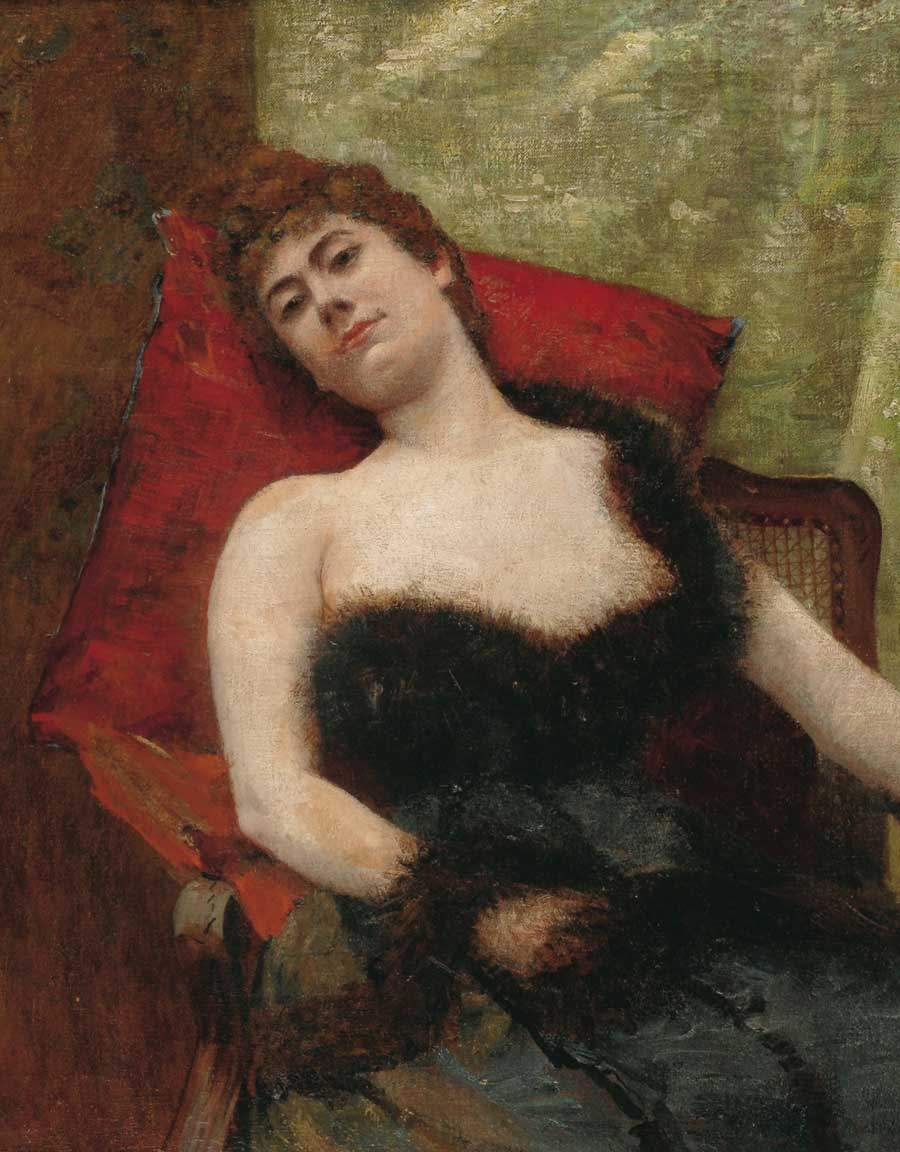
Il riposo

Fratello minore di Francesco Gamba, entrò dodicenne all'Accademia Albertina delle Belle arti di Torino, dove fu allievo di Cusa, Marghinotti e Arienti.
Nel 1850 si recò in Germania, dove frequentò lo Städelsche Kunstinstitut di Francoforte sul Meno. Al termine degli studi compì un viaggio nel nord Europa con il pittore inglese Frederic Leighton, e significativi furono gli incontri con gli artisti Kaulbach, Cornelius e Bendemann.
Tra il 1854 e il 1855 presentò due opere alla mostra della Promotrice di Torino (con l'opera Santa Teresa, 1854), e all'Esposizione di Brera (I funerali di Tiziano, 1855). Ambedue i quadri verranno acquistati da casa Savoia.
Il consenso dei reali aprì a Gamba le porte dell'insegnamento all'Accademia Albertina.
Nel 1855 Gamba si recò in visita a Parigi dal suo amico Leighton, dove ebbe l'opportunità di conoscere i pittori Montfort, Hébert, Robert-Fleury, Scheffer, Couture.
Nel 1860 ebbe l'incarico da parte del Ministero della Pubblica Istruzione di dipingere il quadro Vittorio Amedeo II soccorre i danneggiati dalla guerra; l'opera, terminata nel 1864, venne presentata tre anni dopo all'Esposizione di Parigi.
Dopo l'unità d'Italia, Gamba diventò pittore istituzionale realizzando principalmente soggetti a carattere storico-risorgimentale o paesaggistico; nel 1872 presentò l'opera Goldoni, studiando dal vero all'Esposizione Internazionale di Venezia.
È stato anche maestro dei pittori Luigi Giovanni Vitale Capello, Giovanni Battista Quadrone, Federico Pastoris, Leone Eydoux e Carlo Cussetti.

## Opere

### Torino, Galleria d'Arte Moderna
- I funerali di Tiziano (1855)
- L'assassinio di Paolo Sarpi (1859)
- Francesco Foscari (1862)
- Goldoni, studiando dal vero (1872)

### Milano, Galleria di Arte Moderna
- Giovanni Huss in carcere (1857)

### Roma, Galleria Nazionale d'Arte Moderna
- Vittorio Amedeo II soccorre i danneggiati dalla guerra (1864)

### Genova - Nervi, Galleria d'Arte Moderna
- Il voto di Annessione d'Abruzzo (1861)

Il pittore inoltre collaborò con Gastaldi nel restauro del Duomo di Chieri e realizzò tra il 1882-1883 alcune stazioni della "via crucis" per la chiesa di San Gioacchino a Torino.